# تپه ده‌کن قرخلو
تپه ده کن قرخلو مربوط به دوره ایلخانی است و در شهرستان تکاب، بخش مرکزی، دهستان انصار، روستای قرخلو واقع شده و این اثر در تاریخ ۷ اسفند ۱۳۸۵ با شمارهٔ ثبت ۱۷۶۳۸ به‌عنوان یکی از آثار ملی ایران به ثبت رسیده است.